# جيروم بويد
جيروم بويد (بالإنجليزية: Jerome Boyd)‏ هو لاعب كرة قدم أمريكية أمريكي، ولد في 26 مايو 1986 في لوس أنجلوس في الولايات المتحدة.

## وصلات خارجية
- جيروم بويد على موقع مرجع كرة القدم المحترفة.كوم (الإنجليزية)